# Louis Auguste Moreau
Ne doit pas être confondu avec Louis-Auguste Moreaux.
Pour les articles homonymes, voir Moreau.
Louis Auguste Moreau né le 23 avril 1855 à Paris et mort le 18 octobre 1919 à Montgeron est un sculpteur français.
Il expose au Salon des artistes français à partir de 1875 où ses œuvres sont régulièrement primées. Il obtient une médaille d'honneur de 3e classe en 1880, une médaille de bronze à l'Exposition universelle de Paris de 1889 et une autre médaille de bronze à l'Exposition universelle de 1900. Ses objets d'art et de décoration académiques ou Art nouveau, souvent signés avec son frère François « L & F Moreau », seront largement tirés en régule.

## Biographie

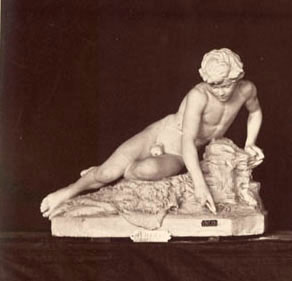
Louis Auguste Moreau, Giotto (1880), plâtre, Bagnères-de-Bigorre, musée Salies.

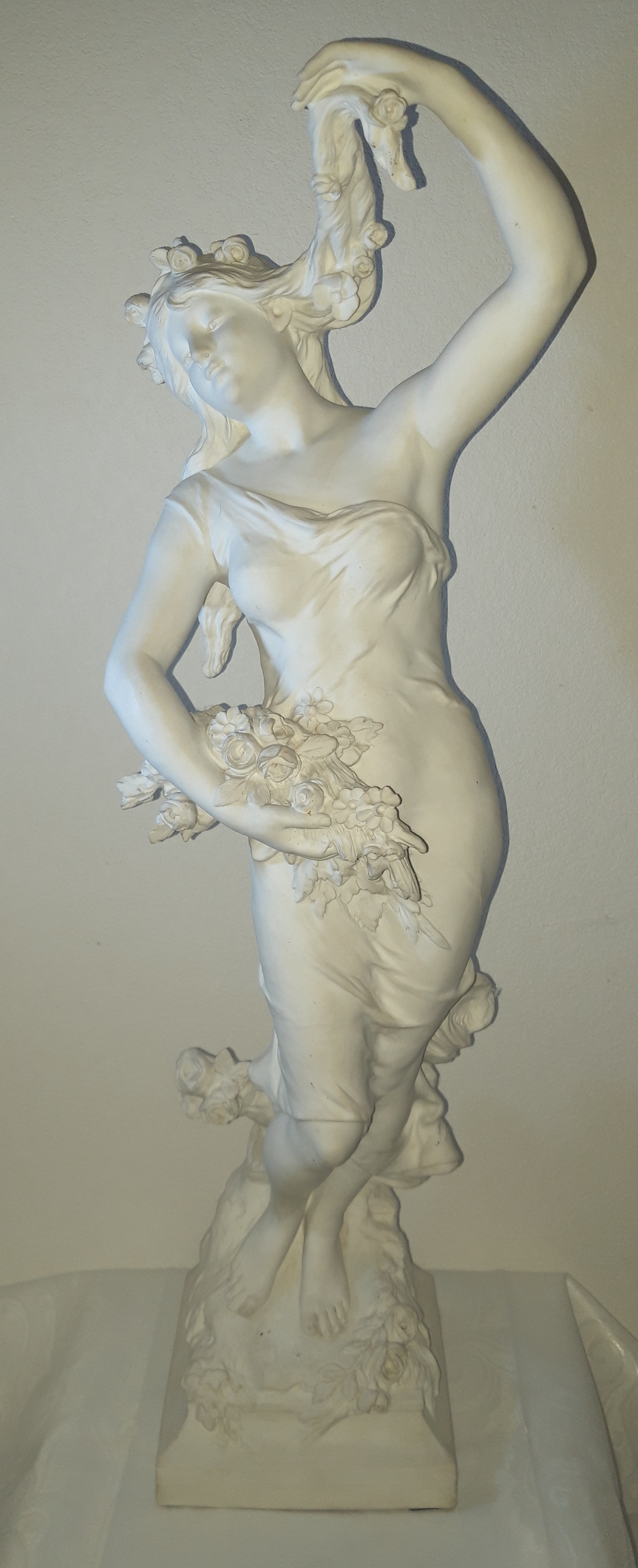
D'après Louis Auguste et François Moreau, Le Printemps (vers 1890-1900), biscuit de Sèvres, localisation inconnue.

Louis Auguste Moreau appartient à la famille Moreau, une dynastie de sculpteurs réputés originaires de Dijon et installés à Paris. Il est le fils d'Auguste Moreau (1834-1917). 
Louis Auguste Moreau est formé à la sculpture par son père et son oncle Mathurin Moreau. Il étudie aux Beaux-Arts de Paris où il est élève d'Aimé Millet, d'Auguste Dumont et de Gabriel-Jules Thomas.
Les sujets de ses sculptures sont des groupes allégoriques et classiques ainsi que des personnages célèbres. Il produit également des sculptures dans le style Art nouveau représentant principalement des jeunes femmes ou de jeunes enfants, des héroïnes fictives (Salammbô, bronze) ou historiques, ornés de motifs floraux et d'ornements. Il influencera d'autres sculpteurs de la Belle Époque comme Lucien Alliot (1877-1967), qui fut son élève.
Il expose régulièrement ses sculptures au Salon des artistes français à partir de 1875 et devient, en 1878, membre de la Société des artistes français. Ses œuvres sont régulièrement primées et il devient membre du jury du Salon en 1888. Il obtient une médaille d'honneur de 3e classe en 1880, une médaille de bronze à l'Exposition universelle de Paris de 1889 et une autre médaille de bronze à l'Exposition universelle de 1900.
L'atelier de Louis Auguste Moreau est situé rue Pelleport à Paris, ville qui devient, à la fin du XIXe siècle, la capitale de la sculpture Art nouveau. Sculpteur renommé et commerçant avisé, à l'instar d'autres membres de la famille Moreau, ses nombreuses créations exposées aux Salons sont reprises et éditées en marbre et en bronze destinés à la bourgeoisie, en régule plus accessible, ou d'autres matières (étain, biscuit) ; ce qui correspond d'ailleurs bien à la volonté de diffusion de l'art, dans tout et pour tous, revendiquée par l'Art nouveau. Les œuvres sont signées « Louis Moreau »  en écriture cursive. 
En association avec son frère, le sculpteur Hippolyte François Moreau dit François Moreau (1857-1930), il crée également un atelier dont la production artistique porte la signature « L & F Moreau » (en écriture cursive), le « L » signifiant Louis Auguste et le « F » François. Sous cette dénomination, les deux frères commercialiseront quelques sculptures en bronze ou biscuit, similaires à la production signée Louis Moreau, de nombreux objets mobiliers comme des horloges très ornées ainsi que des ensembles de garnitures en régule.
Louis Auguste Moreau meurt à Montgeron le 18 octobre 1919.
Ses œuvres sont conservées dans de nombreux musées, notamment à la Gray Art Gallery à New York, Atkinson Art Gallery and Library (en) à Southport, City Art Centre (en) à Édimbourg, musée d'Art et d'Histoire de Rochefort, musée Salies à Bagnères-de-Bigorre, La Piscine à Roubaix, musée historique de Strasbourg, musée d'Art et d'Archéologie du Périgord à Périgueux,.

## Œuvres
- Giotto, Salon de 1880, statue en plâtre[9], Bagnères-de-Bigorre, musée Salies[17].
- Psyché surprenant l'Amour endormi, Salon de 1882, statue en plâtre[22], localisation inconnue.
- Esclave, Salon de 1884, buste en bronze, acquis par l'État[23], localisation inconnue.
- Calliope, la muse de la poésie épique, statue en bronze, Southport, Atkinson Art Gallery and Library (en)[16].
- Génie des Arts et des Sciences, régule polychrome, Roubaix, La Piscine[18].
- Nuit d'été, Salon de 1894, édité en bronze[24], localisation inconnue.
- Le Triomphe, 1900, bronze[25], localisation inconnue.
- Mutualité, 1900, édité en régule[26], localisation inconnue.
- Salammbô, buste en bronze doré serti de pierres[27], localisation inconnue.